# Hunasalanatha, Kanakapura
Hunasalanatha là một làng thuộc tehsil Kanakapura, huyện Ramanagara, bang Karnataka, Ấn Độ.